# Báldi Gergő
Báldi Gergő (Budapest, 1995. június 13. –) magyar eSportoló és autóversenyző.

## Magánélete
Középiskolai tanulmányai után fuvarozni kezdett és egy Hotel személyszállítójának vették fel. 2019-ben felvételizett a Budapesti Műszaki Egyetem (BME) műszaki menedzser szakára és a BME Formula Racing Team operatív csoportjának tagja lett.

## Pályafutása
2008-ban kezdett el szimulátorozni amatőr szinten. 2012 óta foglalkozott komolyan az eSporttal. Elsőnek a Formula SimRacing világbajnokságon vett részt 15 futamon. 2015-ben ült először valós versenyautóban. A B3 Racing Team igazolta le a Suzuki Swiftekkel versenyző Hankook Racer-kupába. Az idényben összesen négy alkalommal ért fel a pódiumra és 163 egységgel 4. lett összetettben, míg az újoncok bajnokságában másodikként rangsorolták. A versenyidény után, 2015. december 12-én súlyos autóbalesetet szenvedett, melyben eltört a keze és az állkapcsa. 2016-ra felépült és anyagi nehézségei ellenére is a George Racing Team adott neki ülést. Hét alkalommal is az első helyen végzett és megnyerte az országos bajnokságot. 2017-re abszolút nem talált szponzort és kényszerből felhagyott a versenyzéssel.
2019-ben tűnt fel újra a köztudatban, amikor megnyerte a WTCR eSports-t. 2020-ban a Michelisz Norbert és csapata, a M1RA által indított és szervezett #NextMichelisz online tehetségkutatóban szerepelt. A sorozat 5 fordulóból állt a virtuális Hungaroringen lebonyolítva, TCR-autókkal. A több mint 4500 indulóból eljutott a döntőig és megnyerte a kiírást. Ezenkívül sikert könyvelhetett el az ADAC GT Masters "Shootout 4"-ben és újfent élen zárt WTCR eSports-ban.
2021 áprilisában bejelentésre került, hogy a Suzuki Swift Európa-kupában áll rajthoz. Az első fordulót kihagyta koronavírus-fertőzése miatt. Csuti Zoltánnal közösen a 4. helyen rangsorolták. Szeptemberben a 2021-es TCR kelet-európai kupa zárófordulójában, a csehországi Brnóban is elindult. Az első futamon pontot szerzett, míg a másodikon szervóproblémák miatt ki kellett állnia.
2022-re átkerült a M1RA szakmai stábjába és versenyzői akadémia vezetője lett. Fő feladata a Swift-kupa program és két fiatal, Bucsi Attila, valamint Csermely Móric menedzselése és részbeni felkészítése lett.
2023 októberében megnyerte az Assetto Corsa Competizione platformon rendezett Ferrari Esport Series-t, melyet követően a Scuderia Ferrari hivatalos eSport csapata szerződtette 2024-re. A tervek szerint a gárda különböző online GT-versenyeken fogja indítani.

## Eredményei

### eSport sikerek
| Év   | Bajnokság                             |
| ---- | ------------------------------------- |
| 2019 | WTCR eSports                          |
| 2020 | WTCR eSports                          |
| 2020 | WTCR eSports Beat the Drivers         |
| 2020 | #NextMichelisz                        |
| 2020 | ADAC GT Masters Esports "Shooutout 4" |
| 2021 | K&H Az év E-sportolója (jelölve)      |
| 2023 | Ferrari Esports Series                |

### Karrier összefoglaló
| Év   | Bajnokság                | Csapat                 | Verseny | Győzelem | Dobogós helyezés | Helyezés |
| ---- | ------------------------ | ---------------------- | ------- | -------- | ---------------- | -------- |
| 2015 | Hankook Racer-kupa       | B3 Racing Team Hungary | 15      | 0        | 4                | 4.       |
| 2016 | Hankook Racer-kupa       | George Racing Team     | 13      | 7        | 8                | 1.       |
| 2021 | Suzuki Swift Európa-kupa | M1RA Motorsport        | 10      | 0        | 4                | 4.       |
| 2021 | TCR kelet-európai kupa   | M1RA Motorsport        | 2       | 0        | 0                | 20.      |

### Teljes Hankook Racer-kupa eredménysorozata
| Év   | Csapat                 | Autó         | 1   | 1   | 2   | 2   | 3   | 3   | 4   | 4   | 5   | 5   | 6   | 6   | 6   | 7   | 7   | Helyezés | Pont |
| 2015 | B3 Racing Team Hungary | Suzuki Swift | HUN | HUN | GRO | GRO | SVK | SVK | PAN | PAN | SVK | SVK | HUN | HUN | HUN | BRN | BRN | 4.       | 163  |
| ---- | ---------------------- | ------------ | --- | --- | --- | --- | --- | --- | --- | --- | --- | --- | --- | --- | --- | --- | --- | -------- | ---- |
| 2015 | B3 Racing Team Hungary | Suzuki Swift | 10  | 8   | 4   | 3   | 5   | 3   | 14  | 16  | 7   | 4   | 2   | 8   | 6   | 5   | 2   | 4.       | 163  |
|      |                        |              | 1   | 1   | 2   | 2   | 2   | 3   | 3   | 3   | 4   | 4   | 5   | 5   | 5   |     |     |          |      |
| 2016 | George Racing Team     | Suzuki Swift | SVK | SVK | HUN | HUN | HUN | PAN | PAN | PAN | SVK | SVK | HUN | HUN | HUN |     |     | 1.       | 234  |
| 2016 | George Racing Team     | Suzuki Swift | 1   | 1   | 1   | Ki  | 1   | 2   | 1   | 1   | 5   | 6   | 11  | 1   | 4   |     |     | 1.       | 234  |

### Teljes Suzuki Swift Európa-kupa eredménysorozata
|  |  |  | 5 | 2 | 6 | 7 | 3 | 3 | 4 | 2 | Ki | 9 |  |  |

### Teljes TCR kelet-európai kupa eredménysorozata
|  |  |  |  |  |  |  |  |  |  | 8 | Ki |

## További Információk
- Báldi Gergő Facebook oldala
- Báldi Gergő Instagram oldala
- Báldi Gergő Twitch csatornája
- Báldi Gergő Twitter oldal